# Rhynchagris zebra
Rhynchagris zebra är en stekelart som beskrevs av Gusenleitner 2000. Rhynchagris zebra ingår i släktet Rhynchagris och familjen Eumenidae. Inga underarter finns listade i Catalogue of Life.